# Pozdrawlenije mołodych w domie pomieszczika
Pozdrawlenije mołodych w domie pomieszczika (dosł. Składanie życzeń młodym w domu ziemianina, ros. Поздравление молодых в доме помещика) – obraz malarza rosyjskiego, należącego do grupy Pieriedwiżników, Grigorija Miasojedowa. Został namalowany w 1861 roku, a na jego powstanie prawdopodobnie wpłynął własny ślub malarza.
W jednym z artykułów współczesnego Miasojedowowi krytyka sztuki, Władimira Stasowa, obraz został nazwany Prichod mołodych (dosł. Przybycie młodej pary lub Nadejście młodych, ros. Приход молодых), co też w ustach Stasowa mogło oznaczać nadejście młodej generacji malarzy.

## Okoliczności powstania obrazu
Na początku lat sześćdziesiątych XIX wieku, w okresie reform społeczno-ekonomicznych, próby unormowania kwestii chłopskiej w Rosji poniekąd określiły kierunek w sztuce, a przede wszystkim w literaturze, malarstwie i muzyce. Malarze poetyzowali i idealizowali życie wiejskie, także często przedstawiali na swych płótnach doniosłe chwile w życiu chłopów.
Grigorij Miasojedow już w okresie studiów na Cesarskiej Akademii Sztuki w Petersburgu interesował się malarstwem rodzajowym, którego główną tematyką był socjalno-bytowy aspekt życia społeczeństwa. Wyrazem tych zainteresowań był jego jeden z pierwszych obrazów – Pozdrawlenije mołodych w domie pomieszczika, za który otrzymał Mały Złoty Medal (Малая золотая медаль), wręczany przez Cesarską Akademię Sztuki za twórczą pracę na uczelni.

## Opis fizyczny
Obraz został namalowany olejem na płótnie o wymiarach 96 × 123,5 cm. Znajduje się w Muzeum Rosyjskim w Sankt Petersburgu (dawniej Rosyjskie Muzeum Cesarza Aleksandra III).
Rok przed powstaniem obrazu Miasojedow namalował szkic, który obecnie jest przechowywany w Galerii Tretjakowskiej w Moskwie. Nosi nazwę Pozdrawlenije pomieszczikom swoich kriepostnych nowobracznych, ros. Поздравление помещиком своих крепостных новобрачных (dosł. Pozdrowienie przez ziemianina swoich chłopów pańszczyźnianych nowożeńców).

## Refleksje
W 1861 roku Miasojedow poślubił córkę tulskiego ziemianina, Jelizawietę Michajłownę Kuzniecową. To wydarzenie prawdopodobnie przyczyniło się do stworzenia obrazu Pozdrawlenije mołodych w domie pomieszczika. Jako młoda kobieta w bieli została przedstawiona Kuzniecowa. Malarz nadał jej rysy miękkie i ciepłe. Obok niej siedzi ziemianin, trzymający w ręce puchar. Jego twarz jest wyrazista, ma ostre rysy, ożywiona została lekkim przyzwalającym uśmiechem.
Po raz pierwszy obraz został pokazany w 1861 roku na wystawie w Akademii Sztuki. Według Władimira Stasowa młode pokolenie malarzy (Walerij Jakobi, Wasilij Pierow, Grigorij Miasojedow, Michaił Clodt) zrywali z tradycjami malarstwa akademickiego, tworząc dzieła, które ukazywały codzienność.